# رورموند
شهر رورموند (به هلندی: Roermond) در کشور هلند واقع شده‌است. جمعیت این شهر ۵۷٬۰۳۰ نفر است.